# Список достопримечательностей Калгари
Город Калгари расположен в Альберте (Канада), численность его населения превышает 1 миллион человек. Туризм является важным сектором его экономики.

## Список достопримечательностей
Здесь приведён список достопримечательностей и мест досуга в Калгари (Альберта, Канада) и около города.

### Деловая часть
|                                | Адрес                                                 | Тип                      | Замечания                                                                                    | Изображение             |
| ------------------------------ | ----------------------------------------------------- | ------------------------ | -------------------------------------------------------------------------------------------- | ----------------------- |
| Бернс-билдинг                  | 237 8 Ave SE 51,04583° с. ш. 114,05861° з. д.         | Здание                   | Историческая достопримечательность, построена Патом Бернсом в 1913                           | Burns Building          |
| Гостиница Palliser             | 133 9 Ave SW 51,04444° с. ш. 114,06528° з. д.         | Гостиница                | Одна из больших железнодорожных гостиниц Канады                                              | Fairmont Palliser       |
| Девонские сады                 | 409 8 Ave SW 51,046000° с. ш. 114,073167° з. д.       | Городской парк           | Ботанический сад с периодическими выставками                                                 | Devonian Gardens        |
| Здание городского совета       | 800 Macleod Trail SE 51,04500° с. ш. 114,05722° з. д. | Здание                   | Муниципальное здание                                                                         | City Hall               |
| Калгарийская башня             | 101 9 Ave SW 51,044444° с. ш. 114,063528° з. д.       | Башня                    | Башня со смотровой площадкой                                                                 | Calgary Tower           |
| Китайский культурный центр     | 197 1 St SW 51,05167° с. ш. 114,06556° з. д.          | Музей                    | Крупнейшее здание такого типа в Северной Америке                                             | Chinese Cultural Centre |
| Комплекс для конференций Telus | 120 9 Ave SE 51,04528° с. ш. 114,06083° з. д.         | Комплекс для конференций |                                                                                              | Telus Convention Centre |
| Мир науки TELUS — Калгари      | 701 11 St SW 51,04778° с. ш. 114,08861° з. д.         | Музей                    | Интерактивные экспонаты, мультимедийные презентации, образовательные выставки                | Telus World of Science  |
| Музей Гленбоу                  | 130 9 Ave SE 51,04472° с. ш. 114,06083° з. д.         | Музей                    | Крупнейший музей в Западной Канаде                                                           | Glenbow Museum          |
| Олимпийская площадь            | 801 Macleod Trail SE 51,04583° с. ш. 114,05861° з. д. | Городской парк           | Названа в честь Зимних Олимпийских игр 1988, место проведения фестивалей на открытом воздухе | Olympic Plaza           |
| Парк острова Принсес           | 100 2 St SW 51,05500° с. ш. 114,06750° з. д.          | Городской парк           | Фестивали на открытом воздухе                                                                | Prince’s Island Park    |
| Парк Тысячелетия               | 800 11 St SW 51,04611° с. ш. 114,09167° з. д.         | Городской парк           | Парк для катания на коньках                                                                  | Millennium Park         |
| Плюс 15                        | Даунтаун-Калгари                                      | Эстакада                 | Сеть крытых переходов                                                                        | +15                     |
| Стивен-авеню                   | 8-я ЮЗ авеню 51,04556° с. ш. 114,06556° з. д.         | Улица                    | Исторические здания                                                                          | Stephen Avenue          |
| Торговый комплекс Дрэгон-Сити  | 100 3 Ave SE 51,050611° с. ш. 114,062111° з. д.       | Торговый центр           | Азиатская тематика                                                                           | Dragon City Mall        |
| Фонд песней                    | 134 11 Ave SE 51,04250° с. ш. 114,06083° з. д.        | Музей                    | Музыкальная коллекция                                                                        | Cantos Music Foundation |
| Форт-Калгари                   | 750 9 Ave SE 51,045139° с. ш. 114,045778° з. д.       | Музей                    | Историческая достопримечательность                                                           | Fort Calgary            |
| Центр EPCOR                    | 205 8 Avenue SE 51,04528° с. ш. 114,06028° з. д.      | Культурное учреждение    | Исполнительские виды искусства, домашняя сцена Калгарийского симфонического оркестра         | EPCOR Centre            |
| Центр Suncor Energy            | 111 5 Ave SW 51,04806° с. ш. 114,06333° з. д.         | Небоскрёб                | Самое высокое здание в Канаде за пределами Торонто                                           | Suncor Energy Centre    |
| Храм Всех Святых               | 905 8 Avenue NE 51,059306° с. ш. 114,045222° з. д.    | Православный храм        | Основан в 1930 году                                                                          |                         |

### Северо-запад
|                                        | Адрес                                                                          | Тип                     | Замечания                                                                                                   | Изображение                         |
| -------------------------------------- | ------------------------------------------------------------------------------ | ----------------------- | --- | ----------------------------------- |
| Калгарийский университет               | 2500 University Dr NW 51,07750° с. ш. 114,13306° з. д.                         | Университет             | Государственный университет                                                                                 | University of Calgary               |
| Кенсингтон                             | Шоссе Кенсингтон СЗ 51,05250° с. ш. 114,09472° з. д.                           | Улица                   | Зона восстановления деловой активности, магазины и рестораны, исторические здания                           | Kensington                          |
| Олимпийский овал                       | 111 University Gate NW 51,07694° с. ш. 114,13556° з. д.                        | Спортивное сооружение   | Конькобежный овал, домашний стадион для хоккейной команды Калгари Оувал Экстрим НЖХЛ                        | Olympic Oval                        |
| Парк Конфедерации                      | 24-я авеню и 14-я СЗ улица 51,07667° с. ш. 114,08444° з. д.                    | Городской парк          | Рождественское световое табло Лайонс-клаба                                                                  | Confederation Park                  |
| Парк Ноус-Хилл                         | 14-я улица, шоссе Шаганаппи, бульвар Джон-Лори СЗ 51,117° с. ш. 114,117° з. д. | Городской парк          | Один из крупнейших городских парков в Канаде                                                                | Nose Hill Park                      |
| Стадион Макмэхон                       | 1817 Crowchild Trail NW 51,0703278° с. ш. 114,1213889° з. д.                   | Спортивное сооружение   | Стадион для канадского футбола, домашнее поле для Калгари Стампидерс (КФЛ)                                  | McMahon Stadium                     |
| Стадион Футхилс                        | 2825 24 Ave NW 51,0734361° с. ш. 114,1206361° з. д.                            | Спортивное сооружение   | Бейсбольный стадион                                                                                         | Foothills Stadium                   |
| Торговый центр Маркет                  | 3625 Shaganappi Trail NW 51,08472° с. ш. 114,15611° з. д.                      | Торговый центр          | Крупнейший торговый центр в Калгари (по площади)                                                            | Market Mall                         |
| Южноальбертский концертный зал Джубили | 1415 14 Ave NW 51,06250° с. ш. 114,09306° з. д.                                | Музыкальные мероприятия | Исполнительские виды искусства, культурное и общественное учреждение, домашняя сцена для Калгарийской оперы | Southern Alberta Jubilee Auditorium |

### Северо-восток
|                         | Адрес                                                   | Тип            | Замечания                                                       | Изображение                   |
| ----------------------- | ------------------------------------------------------- | -------------- | --------------------------------------------------------------- | ----------------------------- |
| Аэрокосмический музей   | 4629 McCall Way NE 51,09417° с. ш. 114,01306° з. д.     | Музей          | История авиационной и космической техники в Западной Канаде     | Aerospace Museum              |
| Аэропорт Калгари        | 2000 Airport Rd NE 51,11389° с. ш. 114,02028° з. д.     | Аэропорт       | Международный аэропорт, элемент Национальной системы аэропортов | Calgary International Airport |
| Байтуннур               | 4353 54 Avenue NE 51°06′06″ с. ш. 113°58′19″ з. д.      | Мечеть         | Крупнейшая мечеть в Канаде                                      | Baitun Nur mosque             |
| Калгарийский зоопарк    | 1300 Zoo Rd NE 51,04583° с. ш. 114,03333° з. д.         | Зоопарк        | Второй по величине зоопарк в Канаде                             | Calgary Zoo                   |
| Торговый центр Мальборо | 433 Marlborough Way NE 51,05472° с. ш. 113,97833° з. д. | Торговый центр | Открыт в 1972                                                   | Marlborough Mall              |
| Торговый центр Санридж  | 2525 36 St NE 51,07444° с. ш. 113,98583° з. д.          | Торговый центр | Открыт в 1981                                                   | Sunridge Mall                 |

### Юго-запад
|                              | Адрес                                                                      | Тип                   | Замечания                                                                                              | Изображение                      |
| ---------------------------- | -------------------------------------------------------------------------- | --------------------- | --- | -------------------------------- |
| 17-я авеню                   | 17-я ЮЗ авеню 51,03778° с. ш. 114,08167° з. д.                             | Улица                 | Покупки и увеселительные мероприятия, красная миля                                                     | Red Mile                         |
| Батальонный парк             | Улица Сигнал-Хилл ЮЗ 51,02028° с. ш. 114,17139° з. д.                      | Городской парк        | Бывший Лагерь Сарси                                                                                    | Battalion Park                   |
| Водохранилище Гленмор        | 14-я улица и шоссе Гленмор ЮЗ 50,98139° с. ш. 114,11389° з. д.             | Озеро                 | Искусственное водохранилище на реке Элбоу                                                              | Glenmore Reservoir               |
| Военные музеи                | 1820 24 Street SW 4520 Crowchild Trail SW 51,01444° с. ш. 114,11583° з. д. | Музей                 | Включает в себя Военно-морской музей Альберты, Музей военно-воздушных сил Альберты, библиотеку и архив | The Military Museums             |
| Канадский олимпийский парк   | 88 Canada Olympic Rd SW 51,07972° с. ш. 114,21583° з. д.                   | Горнолыжный курорт    | Место проведения Зимних Олимпийских игр 1988, Канадский олимпийский зал славы                          | Canada Olympic Park              |
| Марда-Луп                    | 33-я ЮЗ авеню 51,02389° с. ш. 114,11306° з. д.                             | Улица                 | Магазины, зона восстановления деловой активности                                                       | Marda Loop                       |
| Парк Эдуорти                 | Улица Эдуорти ЮЗ 51,06139° с. ш. 114,15639° з. д.                          | Городской парк        | Расположен вдоль реки Боу                                                                              | Edworthy Park                    |
| Провинциальный парк Фиш-Крик | Южный Калгари 50,92778° с. ш. 114,12833° з. д.                             | Провинциальный парк   | Один из крупнейших городских парков в Северной Америке                                                 | Fish Creek Provincial Park       |
| Спрус-Медоус                 | Магистраль 22X (шоссе Спрус-Медоус) 50,88500° с. ш. 114,10056° з. д.       | Спортивное сооружение | Конноспортивное сооружение                                                                             | Spruce Meadows                   |
| Херитидж-Парк                | Проезд Херитидж и 14-я ЮЗ улица 50,98528° с. ш. 114,10833° з. д.           | Музей                 | Историческая деревня                                                                                   | Heritage Park Historical Village |
| Центр Талисман               | 2225 Macleod Trail SW 51,03444° с. ш. 114,06333° з. д.                     | Спортивное сооружение | Спортивный комплекс                                                                                    | Talisman Centre                  |
| Центр Чинук                  | 6455 Macleod Trail SW 50,99833° с. ш. 114,07389° з. д.                     | Торговый центр        | Открыт в 1960                                                                                          | Chinook Centre                   |

### Юго-восток
|                              | Адрес                                                          | Тип                   | Замечания | Изображение                |
| ---------------------------- | -------------------------------------------------------------- | --------------------- | --- | -------------------------- |
| Гоночный городской парк      | 11550 68 St SE 50,94750° с. ш. 113,93139° з. д.                | Спортивное сооружение | Гонки | Race City Motorsport Park  |
| Инглвуд                      | 9-я ЮВ авеню 51,04278° с. ш. 114,03944° з. д.                  | Улица                 | Исторические здания                                                                                          | Inglewood                  |
| Международная авеню          | 17-я ЮВ авеню (Магистраль 1A) 51,03778° с. ш. 113,98167° з. д. | Улица                 | Зона восстановления деловой активности, разнообразный по культурам микрорайон, место проведения Глоубалфеста | International Avenue       |
| Озеро Сиком                  | Шоссе Боу-Боттом ЮВ 50,89944° с. ш. 114,01556° з. д.           | Озеро                 | Искусственное озеро, общественный пляж                                                                       | Sikome Lake                |
| Парк Стампид                 | 1410 Olympic Way SE 51,03361° с. ш. 114,05389° з. д.           | Мероприятия           | Ярмарочные и выставочные площади                                                                             | Calgary Stampede           |
| Пенгроут-Сэдлдоум            | 555 Saddledome Rise SE 51,03750° с. ш. 114,05194° з. д.        | Спортивное сооружение | Хоккейный стадион, домашний для Калгари Флеймс (НХЛ), исполнительские виды искусства                         | Pengrowth Saddledome       |
| Провинциальный парк Фиш-Крик | Южный Калгари 50,90333° с. ш. 114,01972° з. д.                 | Провинциальный парк   | Один из крупнейших городских парков в Северной Америке                                                       | Fish Creek Provincial Park |
| Торговый центр Саутсентер    | 100 Anderson Rd SE 50,94167° с. ш. 114,06806° з. д.            | Торговый центр        | Открыт в 1974                                                                                                | Southcentre Mall           |
| Центр Макс-Белл              | 1001 Barlow Trail SE 51,04222° с. ш. 114,00361° з. д.          | Спортивное сооружение | Хоккейный стадион                                                                                            | Max Bell Centre            |